# Corte de pelo normal
Un corte de pelo normal o corte de pelo estándar es un peinado de hombres y muchachos que tiene una longitud peinable en la parte superior, una parte lateral definida o deconstruida, y una parte trasera y lateral corta , semi-corta, media, larga o extra larga . El estilo también es conocido con otros nombres, tales como corte cónico, corte cónico normal; así como la parte trasera y lados cortos, corte de hombre de negocios y corte profesional, sujeto a diversas interpretaciones nacionales, regionales y locales de la puesta a punto específica para la parte trasera y los costados.

## Elementos de un corte de pelo
Los elementos esenciales de un corte de pelo estándar son bordeado, lateral y cúspide.

## Galería

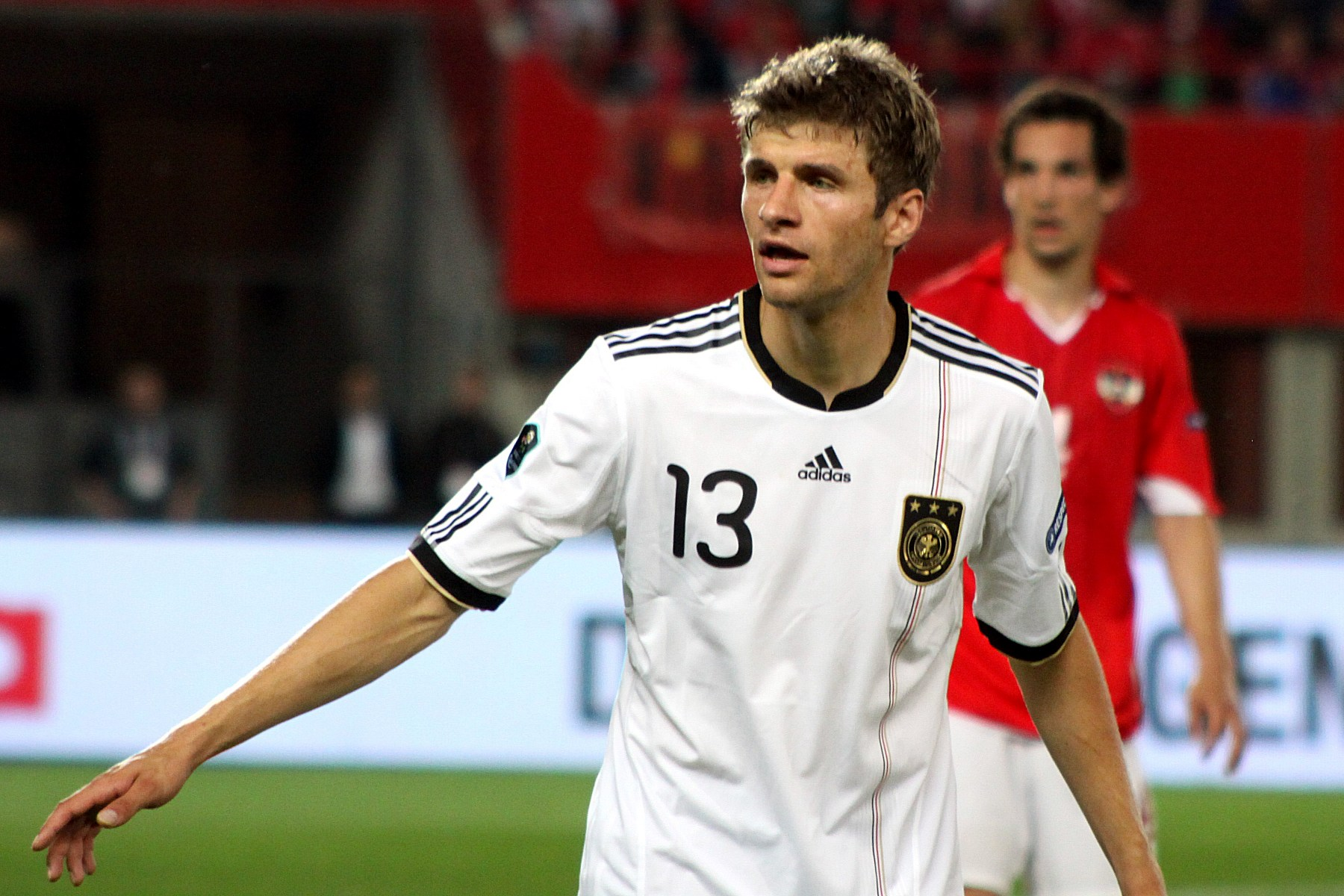
Largo
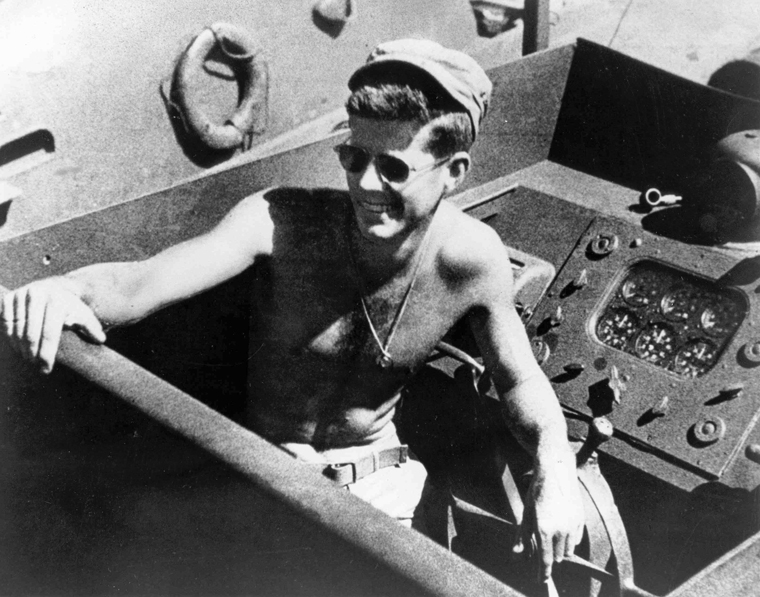
Medio
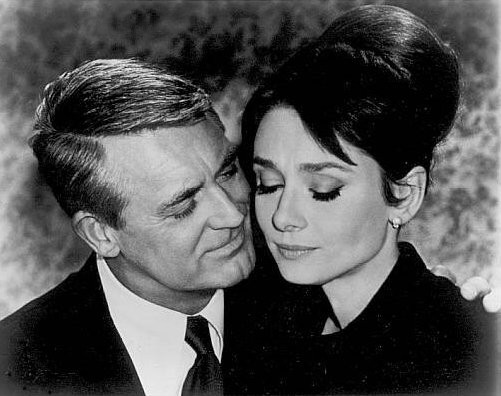
Medio-largo
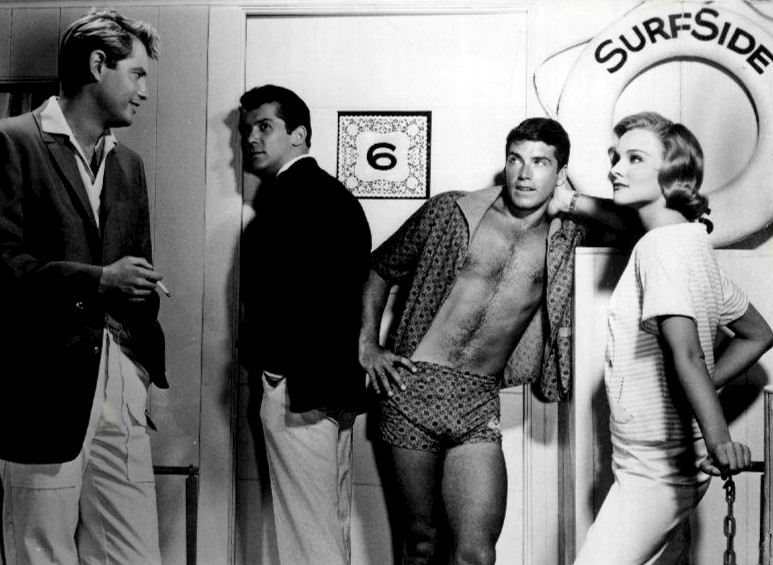
Extra largo, largo, largo (l a r)
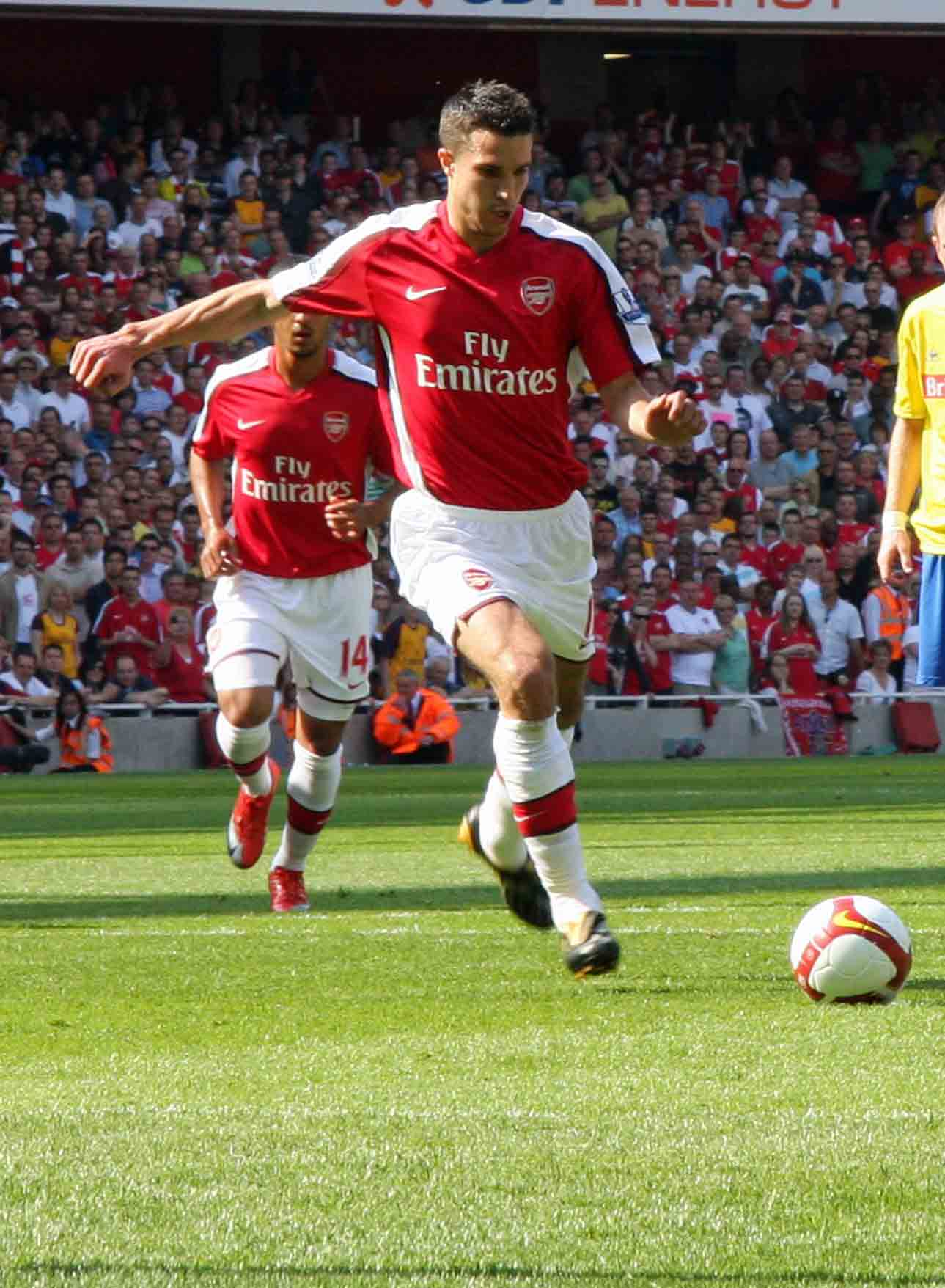
Semi-corto